# Exposició colonial internacional de París
L'Exposició colonial internacional de París (en francès Exposition coloniale internationale) va ser un esdeveniment que començà el 6 de maig de 1931 i durà sis mesos al que és actualment la Porta daurada de la capital de França. Es realitzà per a fer mostra de la riquesa de cultures present a l'imperi colonial francès i alhora mirar de contrarestar les crítiques alemanyes sobre el colonialisme practicat per França. El mariscal Hubert Lyautey fou qui rebé l'encàrrec de dirigir aquesta exposició.

## Història
L'Exposició colonial de París es va idear arran de l'èxit de l'Exposició de l'Imperi Britànic que es feu el 1924. Inicialment estava prevista per 1925; amb tot només començà de debò tres anys més tard, quan s'hi va posar la primera pedra el 5 de novembre de 1928. La seva inauguració es realitzà el 6 de maig de 1931 comptant amb l'assistència del ministre francès de colònies Paul Reynaud, el President de la República francesa Gaston Doumergue, el governador de colònies que intervenia com a secretari general Léon Geismar, i el mariscal Lyautey que havia estat designat com a comissari general de l'Exposició el 1927.
Es va construir a l'est de París en el 12è districte de París, al voltant del llac Daumesnil, en el bosc de Vincennes ocupant un espai de 110 hectàrees amb l'entrada principal situada a la Porta Daurada. A dintre s'hi construïren un conjunt monumental de monuments que representaven les colònies franceses i fins i tot s'hi reconstituïren pobles amb autòctons que hi exhibien el seu mode de vida, procediment que generà fortes crítiques i fou anomenat després zoològic humà.